# Міклош Олах
Міклош Олах (лат. Nicholas; угор. Oláh Miklós; рум. Nicolae Valahul); 10 січня 1493, Сібіу — 15 грудня 1568, Пожонь (нині Братислава або Трнава) — угорський історик, поет і гуманіст волоського походження. Державний і релігійний діяч, архієпископ Естерґома.

## Біографія
Нащадок волоського княжого роду. У своєму творі «Європа» (1536) написав: 
|  | «З часів наших предків і до сьогоднішніх днів в нашій країні дві сім'ї одного походження: Дани і Дракули ... Серед них вибирають законних князів за допомогою нашого короля (Угорщини) або ж за допомогою султана Туреччини ». |

З 1505 вивчав латинь, теологію, риторику, музику і астрономію в університеті Надь Вараді (нині Орадя). Був наближений до двору короля Угорщини і Богемії Людовика II, займав ряд державних і церковних посад. Після битви при Могачі в 1526, в якому загинув король Лайош II, він особисто супроводжував в еміграцію королеву Марію I.
У Брюсселі познайомився з Еразмом Роттердамським, з яким пізніше підтримував активне листування (до сьогодні збереглося 29 листів). Після повернення в угорське королівство в 1542 став радником короля, потім королівським канцлером в 1543. В 1562 зайняв вищу після короля державну посаду в Угорському королівстві році- палатина Угорщини. З 1553 був також архієпископом Естергома. Підтримував розвиток католицької та світської освіти. У 1566 заснував духовну семінарію в Трнава.

## Творчість

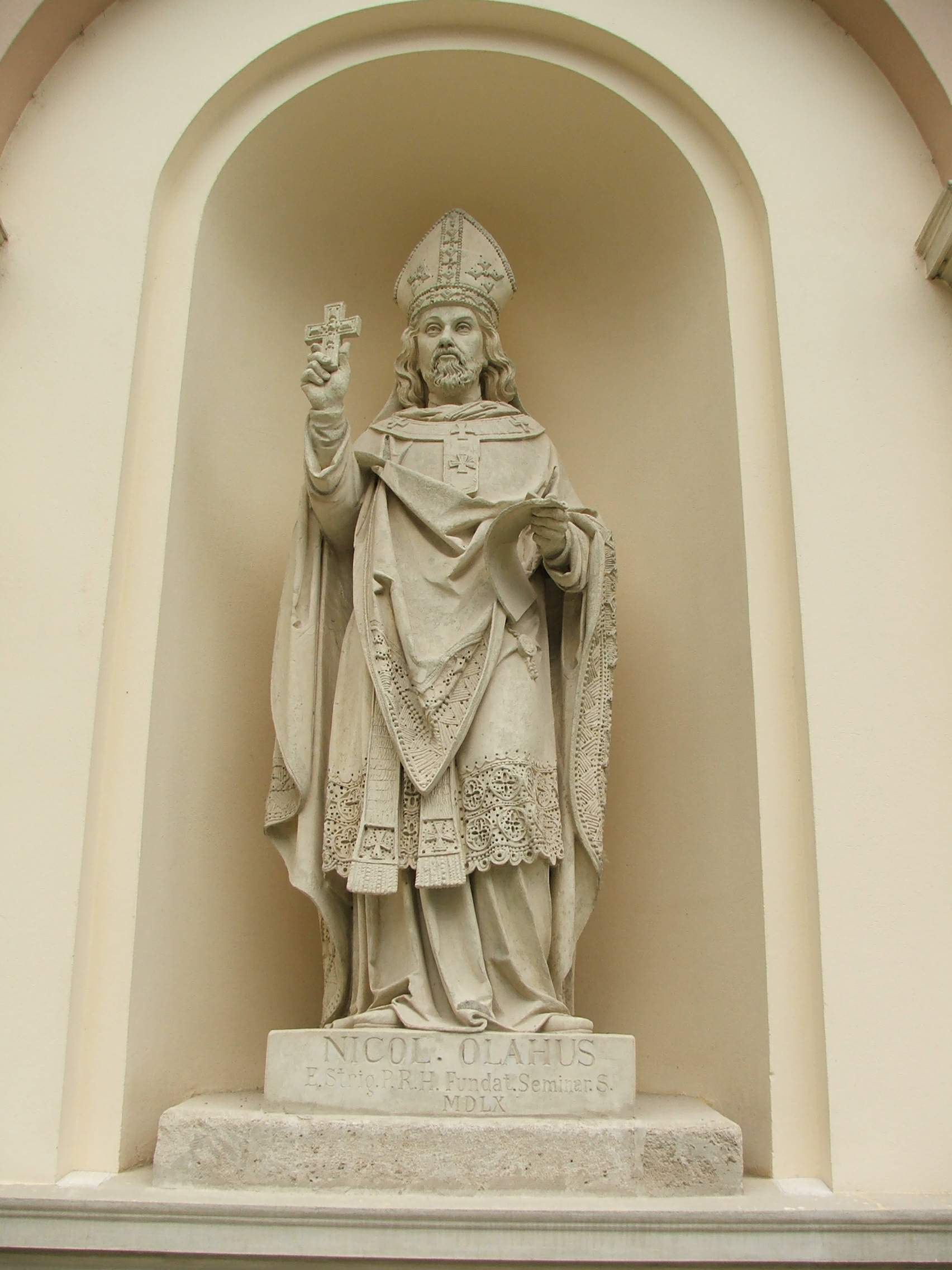
Статуя Міклоша Олаха на фасаді семінарії в Естергомі

Літературна спадщина Міклоша Олаха обмежується п'ятьма творами, написаними латинською мовою. Детальний опис угорської держави, під назвою «Європа» («Угорщина», завершена в 1536) було написано ним на прохання королеви Марії Австрійської. Ця робота користується і понині великою популярністю в наукових колах сучасної Європи. Історико-географічна та етнографічна монографія складається з 19 глав, 8 з яких присвячені землям, які нині є частиною Румунії.
Міклош Олах був першим автором, який стверджував, що народ Волощини походить від древніх римлян. Його теорія тоді не знайшла послідовників серед волоських і молдавських істориків. Тільки близько 1642 літописець Григорій Уреке (ймовірно, знайомий з роботою Олаха) розробив аналогічну теорію, яка пізніше була розширена і доповнена Мироном Костіним і Димитрієм Кантеміром.
Інша робота, під назвою «Аттіла» («Аттіла», 1537) була написана «для зміцнення сердець і підняття духу» угорців, після того як вони зазнали поразки у війні з Османською імперією.